# كينيث بست
كينيث بست (بالإنجليزية: Kenneth Best)‏ هو صحفي ليبيري، ولد في 28 أكتوبر 1938 في هاريسبرج في الولايات المتحدة.